# Spongia lacinulosa
Spongia lacinulosa är en svampdjursart som beskrevs av Jean-Baptiste Lamarck 1814. Spongia lacinulosa ingår i släktet Spongia och familjen Spongiidae.
Artens utbredningsområde är Röda havet. Inga underarter finns listade i Catalogue of Life.